# Billy Kidd
William Winston „Billy“ Kidd (* 13. April 1943 in Burlington (Vermont)) ist ein ehemaliger US-amerikanischer Skirennläufer.

## Biografie
Im Skiweltcup konnte er zwei Rennen im Slalom gewinnen. Bei den Olympischen Spielen 1964 in Innsbruck holte er die Silbermedaille im Slalom. In der ebenfalls im Rahmen der Spiele abgehaltenen alpinen Kombination wurde er Dritter. Diese Disziplin war aber zu diesem Zeitpunkt nicht „olympisch“, das Rennen wurde als Weltmeisterschaft gewertet. Am 4. August 1966, am Eröffnungstag der Alpinen Skiweltmeisterschaften 1966 in Portillo, erlitt Kidd beim Training auf der Abfahrtsstrecke einen doppelten Bruch des rechten Beines. Bei den Alpinen Skiweltmeisterschaften 1970 in Gröden wurde er Weltmeister in der Kombination und Dritter im Slalom. Zwar zählte diese Weltmeisterschaft auch zum Weltcup, aber nur der dritte Rang im Slalom ging in die Weltcup-Wertung ein, denn Weltcup-Kombinationen werden erst ab 1974/75 geführt.
Im Skiweltcup gewann er zwei Rennen.

## Weltcupsiege
| Datum            | Ort          | Land               | Disziplin |
| ---------------- | ------------ | ------------------ | --------- |
| 16. März 1968    | Aspen        | Vereinigte Staaten | Slalom    |
| 28. Februar 1969 | Squaw Valley | Vereinigte Staaten | Slalom    |

## Weitere Erfolge
- Sieg im Slalom des »Silbertannen-Rennens« in Bad Hindelang (2 Laufbestzeiten) am 5. Januar 1966[3]
- Sieg im Riesenslalom in Adelboden am 9./10. Januar 1966[4]